# Спиноріг європейський
Спиноріг європейський, або сірий (Balistes capriscus, Balistes carolinensis) — морська риба родини спинорогових (Balistidae).

## Розповсюдження
Зустрічається біля обох берегів Атлантичного океану: від Ірландії до Анголи на сході та від Нової Шотландії до Аргентини на заході. Звичайний вид у Середземному морі, зустрічається також у Чорному морі.

## Будова
Риба досягає у довжину до 60 см. Тіло високе, майже овальної форми, вкрите крупною лускою. Мають два спинних плавця. Перший розташований позаду очей та підтримується 2 — 3 колючками. Перша колючка, дуже велика та міцна фіксується у вертикальному положенні за допомогою меншої другої колючки. У стані спокою друга колючка вкладається в першу та обидві вони ховаються в ямку на спині. Черевні плавці зростаються, утворюючи шип, який у стані спокою ховається у шкіряний карман. Другий спинний та анальний плавці досить довгі, схожі за формою та розташовані симетрично. Зовнішні промені хвостового плавця у дорослих особин значно видовжені. Грудні плавці маленькі, закруглені. Очі невеликі, перед ними на тілі є заглиблення. Рот кінцевий. В зовнішньому ряді кожної щелепи по 8 зубів, крім того, на верхній щелепі в внутрішньому ряді ще 6 зубів. Бічна лінія робить на тілі зигзаг. Забарвлення сіро-коричневе.

## Спосіб життя
Риби тримаються поодинці на глибині 10 — 100 м. Дуже часто зустрічаються під предметами, які плавають у воді. Рухається спиноріг дуже повільно. В разі небезпеки ховається в ущелинах з вузьким входом, при цьому своїми колючками впирається в стінки так, що дістати рибу можливо тільки зламавши укриття. Живиться молюсками та ракоподібними, черепашки та панцири яких трощить за допомогою своїх потужних зубів.

## Розмноження
Розмножуються влітку. Самиця риє на дні ямку, в яку відкладає ікру. Самець запліднює її після чого охороняє до появи малечі. Молодь спинорога дуже схожа на дорослих особин, але перші промені хвостових плавців у них не видовжені.

## Значення
Спиноріг не використовується в їжу, оскільки м'ясо має гіркий смак, крім того, відомі випадки отруєння ним. Лише місцеві жителі деяких тропічних країн використовують цю рибу для споживання. Деякі аматори виловлюють спинорогів та висушують їх для колекцій та сувенірів, оскільки риба має досить незвичайний зовнішній вигляд.